# Leiolopisma mauritiana
Leiolopisma mauritiana là một loài thằn lằn trong họ Scincidae. Loài này được Günther mô tả khoa học đầu tiên năm 1877.

## Hình ảnh

- Tập tin:Leiolopisma mauritiana - memorial model - Ile aux Aigrettes.jpg